# Jorge Martínez de Hoyos
Pour les articles homonymes, voir Hoyos.
Jorge Martínez de Hoyos est un acteur mexicain, né le 25 septembre 1920 à Mexico, ville où il est mort le 6 mai 1997.

## Biographie
Au cinéma, Jorge Martínez de Hoyos contribue à quatre-vingt-huit films (mexicains, américains ou en coproduction), sortis entre 1948 et 1996.
Mentionnons le film d'aventure franco-mexicain La Mort en ce jardin de Luis Buñuel (1956, avec Georges Marchal et Simone Signoret), les westerns américains Les Sept Mercenaires de John Sturges (1960, avec Yul Brynner et Steve McQueen) et Les Professionnels de Richard Brooks (1966, avec Burt Lancaster et Lee Marvin), le western franco-américano-italo-mexicain La Bataille de San Sebastian d'Henri Verneuil (1968, avec Anthony Quinn et Anjanette Comer), ou encore le western américano-mexicain La Poursuite sauvage de Daniel Mann (1972, avec William Holden et Ernest Borgnine).
Pour la télévision, outre un téléfilm américain diffusé en 1987, il apparaît dans douze séries mexicaines (telenovelas) ou américaines entre 1962 et 1997 (année de sa mort), dont Tarzan (un épisode, 1966), Un shérif à New York (un épisode, 1975) et la mini-série Lonesome Dove (trois épisodes, 1989).
Durant les années 1950, Jorge Martínez de Hoyos obtient trois nominations au prix Ariel du meilleur second rôle masculin (dont deux gagnés).

## Filmographie partielle

### Cinéma
Films mexicains
- 1948 : Esquina, bajan...! (en) d'Alejandro Galindo : Rabanito
- 1950 : Cuatro contra el mundo (en) d'Alejandro Galindo : Don Nacho
- 1952 : La Montée au ciel (Subida al cielo) de Luis Buñuel : le guide touristique
- 1953 : Sueños de gloria de Zacarías Gómez Urquiza : Jerónimo
- 1954 : Sombra verde (en) de Roberto Gavaldón : Pedro González
- 1955 : El túnel 6 de Chano Urueta : José
- 1956 : La Belle de Mexico (Donde el círculo termina) d'Alfredo B. Crevenna : l'inspecteur Carlos Carrillo
- 1956 : Canasta de cuentos mexicanos, film à sketches de Julio Bracho, segment Canasta : l'homme aux paniers
- 1959 : Le Tumulte des sentiments (Flor de mayo) de Roberto Gavaldón
- 1959 : Fantasia mexicaine (Café Conlón) de Benito Alazraki : le colonel Simón Sánchez
- 1961 : Mañana serán hombres d'Alejandro Galindo : Don Efrén Maldonado
- 1962 : Tlayucan de Luis Alcoriza : le père Aurelio
- 1966 : Un temps pour mourir (Tiempo de morir) d'Arturo Ripstein : Juan Sayago
- 1971 : Le Jardin de tante Isabelle (en) (El jardín de la tía Isabel) de Felipe Cazals : le capitaine de Ballesteros
- 1972 : Los días del amor d'Alberto Isaac : Vicente Icaza
- 1973 : Aquellos años (en) de Felipe Cazals et Mario Llorca : Benito Juárez
- 1975 : El cumpleaños del perro de Jaime Humberto Hermosillo : Jorge Maldonado
- 1976 : La India de Rogelio A. González : El Maestro
- 1977 : La casta divina (en) de Julián Pastor : le général Salvador Alvarado
- 1982 : Une leyenda de amor d'Abel Salazar : le père Diego
- 1985 : La dama solitaria de Felipe Cazals : le narrateur
- 1993 : Cronos de Guillermo del Toro : le narrateur

Films américains
- 1956 : Comanche de George Sherman : un chasseur de scalps
- 1960 : Les Sept Mercenaires (The Magnificent Seven) de John Sturges : Hilario
- 1966 : Smoky de George Sherman : Pepe
- 1966 : Les Professionnels (The Professionals) de Richard Brooks : Eduardo Padilla
- 1968 : Le Jour des Apaches (Day of the Evil Gun) de Jerry Thorpe : Guillermo
- 1970 : Les Derniers Aventuriers (The Adventurers) de Lewis Gilbert : El Condor

Coproductions
- 1956 : La Mort en ce jardin de Luis Buñuel : le capitaine Ferrero (film franco-mexicain)
- 1968 : La Bataille de San Sebastian d'Henri Verneuil : Felipe Cayetano (film franco-américano-italo-mexicain)
- 1972 : La Poursuite sauvage (The Revengers) de Daniel Mann : Cholo (film américano-mexicain)

### Télévision
(séries, sauf mention contraire)
- 1966 : Tarzan, saison 1, épisode 13 Les Perles maudites (Pearls of Tanga) de R. G. Springsteen : Tanoma
- 1975 : Un shérif à New York (McCloud), saison 5, épisode 7 Lady on the Run de Russ Mayberry : l'inspecteur Depalma
- 1987 : Her Secret Life, téléfilm de Buzz Kulik : Rudy Villegas
- 1989 : Lonesome Dove, mini-série de Simon Wincer, épisode 2 On the Train, épisode 3 The Plains et épisode 4 Return : Po Campo
- 1995 : Alondra, telenovela, 1er épisode : Alfredito

## Distinctions
- Prix Ariel du meilleur second rôle masculin :
  - En 1955, pour Sombra verde (gagné) ;
  - En 1956, pour El túnel 6 (nomination) ;
  - Et en 1957, pour Canasta de cuentos mexicanos (gagné).